# Yoeri Havik
Yoeri Havik (né le 19 février 1991 à Zaandam) est un coureur cycliste néerlandais, membre de l'équipe BEAT Cycling. Il est le petit-fils de Cees Stam, ancien cycliste.

## Biographie
En 2016, il bénéficie d'un contrat professionnel au sein de l'équipe 3M.
Havik est sélectionné pour la course en ligne des Jeux olympiques de Tokyo.
En octobre 2021, il est champion d'Europe de l'américaine avec Jan-Willem van Schip, mais ne peut participer aux mondiaux, car les Pays-Bas n'ont participé à aucune course à l'américaine lors de la Coupe des nations sur piste. En décembre, il devient quadruple champion des Pays-Bas sur piste.

## Palmarès sur route

### Par années
- 2007
  - 2e du championnat des Pays-Bas du contre-la-montre cadets
- 2008
  - 1re étape du Tour d'Anvers
  - 2e du Tour d'Anvers
- 2009
  - 3e du Grand Prix André Noyelle
- 2012
  - 4e étape du Tour de Normandie
- 2013
  - ZLM Tour
  - Himmerland Rundt
  - 3e du Grand Prix du 1er mai - Prix d'honneur Vic De Bruyne

- 2014
  - Flèche du port d'Anvers
- 2015
  - 3e du Tour de Fyen
- 2016
  - 3e du ZODC Zuidenveld Tour
- 2017
  - 2e du Ronde van Zuid-Holland
- 2019
  - 3e de la Puivelde Koerse

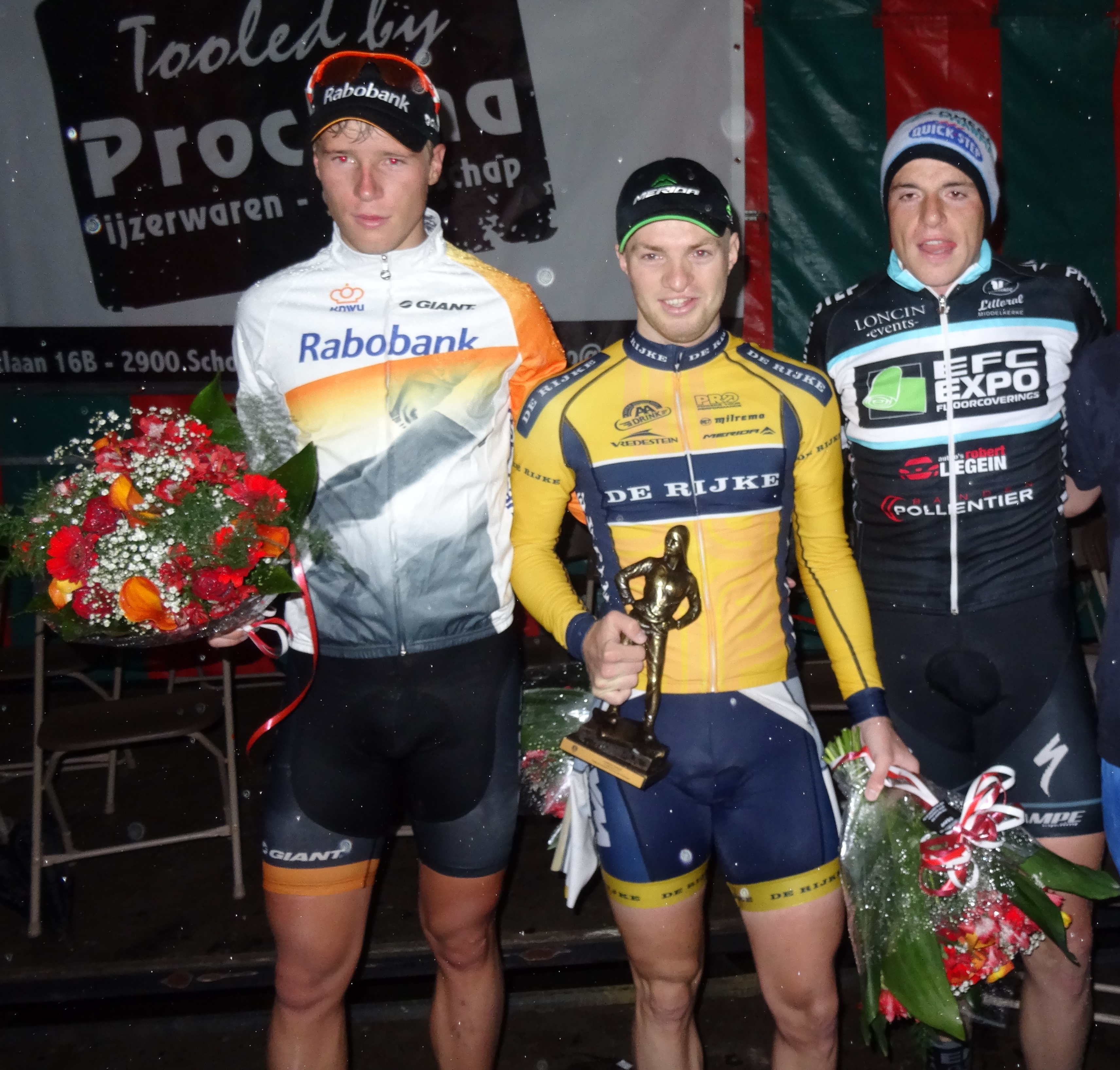
Podium de l'édition 2014 de la Flèche du port d'Anvers : Ivar Slik (2e), Yoeri Havik (1er) et Jens Geerinck (3e).

  - 3e du Midden-Brabant Poort Omloop
- 2023
  - 1re étape du Tour de la Mirabelle
- 2025
  - Ronde van Heerhugowaard

### Classements mondiaux
| Année                                 | 2010 | 2011 | 2012 | 2013 | 2014 | 2015 | 2016  | 2017 | 2018 | 2019  | 2020 | 2021  | 2022  | 2023  |
| ------------------------------------- | ---- | ---- | ---- | ---- | ---- | ---- | ----- | ---- | ---- | ----- | ---- | ----- | ----- | ----- |
| Classement mondial                    |      |      |      |      |      |      | 1487e | nc   | 621e | 1692e | nc   | 1969e | 2141e | 1352e |
| UCI Europe Tour                       | 537e | 109e | 248e | 62e  | 142e | 369e | 995e  | nc   | 375e | 1121e | nc   | 1332e | 1346e | nc    |
|                                       |      |      |      |      |      |      |       |      |      |       |      |       |       |       |
| Légende : nc = non classéSource : UCI |      |      |      |      |      |      |       |      |      |       |      |       |       |       |

## Palmarès sur piste

### Jeux olympiques
- Tokyo 2020
  - 5e de la course à l'américaine
- Paris 2024
  - Disqualifié de la course à l'américaine

### Championnats du monde
- Hong Kong 2017
  - 8e de l'américaine[4]
- Saint-Quentin-en-Yvelines 2022
  -  Champion du monde de la course aux points
- Glasgow 2023
  -  Champion du monde de la course à l'américaine (avec Jan-Willem van Schip)

### Coupe du monde
- 2018-2019
  - 2e de l'américaine à Cambridge
- 2019-2020
  - 1er de l'américaine à Milton (avec Jan-Willem van Schip)

### Coupe des nations
- 2022
  - Classement général de la course à l'élimination
  - 1er de l'américaine à Milton (avec Jan-Willem van Schip)
  - 2e de la course à l'élimination à Glasgow
  - 2e de la course à l'élimination à Milton
- 2023
  - 2e de la course à l'américaine à Jakarta
  - 2e de la course à l'américaine à Milton
  - 2e de l'élimination au Caire
  - 3e de la course à l'élimination à Jakarta
- 2025
  - 2e de la course à l'américaine à Konya

### Championnats d'Europe
| Édition / Épreuve     | Américaine | Élimination | Course derrière derny | Course aux points |
| Anadia 2011 (espoirs) | Bronze     |             |                       |                   |
| Apeldoorn 2019        | Argent     |             | Bronze                |                   |
| Granges 2021          | Or         |             |                       |                   |
| Munich 2022           |            | 4e          |                       |                   |
| Granges 2023          |            | 9e          |                       | 9e                |

### Jeux européens
| Édition / Épreuve | Américaine |
| Minsk 2019        | Argent     |

### Six jours
| - 2011 - Tilbourg (avec Nick Stöpler) - 3e à Amsterdam - 2012 - 3e à Rotterdam - 2017 - Berlin (avec Wim Stroetinga) - 2018 - Berlin (avec Wim Stroetinga) - Londres (avec Wim Stroetinga) - 2019 - 3e à Londres - 2020 - Rotterdam (avec Wim Stroetinga) - 3e à Fiorenzuola d'Arda (avec Jan-Willem van Schip) | - 2022 - Rotterdam (avec Niki Terpstra) - 2e à Gand (avec Fabio Van den Bossche) - 2023 - Rotterdam (avec Jan-Willem van Schip) - 2e à Berlin (avec Vincent Hoppezak) - 2e à Gand (avec Jan-Willem van Schip) - 2024 - Berlin (avec Jan-Willem van Schip) - 2e à Brême (avec Jan-Willem van Schip) - 2e à Rotterdam (avec Jan-Willem van Schip) - 2025 - Brême (avec Nils Politt) - 2e à Berlin (avec Philip Heijnen) |

### Championnats nationaux
| - 2006 - Champion des Pays-Bas de l'omnium cadets - 2007 - 2e du championnat des Pays-Bas de course aux points juniors - 2e du championnat des Pays-Bas de l'américaine juniors - 2e du championnat des Pays-Bas de poursuite juniors - 2008 - Champion des Pays-Bas de course aux points juniors - Champion des Pays-Bas de l'américaine juniors - 2e du championnat des Pays-Bas de poursuite juniors - 2010 - 2e du championnat des Pays-Bas de l'américaine - 2011 - 2e du championnat des Pays-Bas de l'américaine - 2013 - Champion des Pays-Bas du scratch - Champion des Pays-Bas de course derrière derny - 2014 - Champion des Pays-Bas de l'américaine (avec Dylan van Baarle) - Champion des Pays-Bas de demi-fond - Champion des Pays-Bas de course derrière derny | - 2015 - Champion des Pays-Bas de l'américaine (avec Dylan van Baarle) - 2017 - Champion des Pays-Bas de course aux points - Champion des Pays-Bas de l'américaine (avec Wim Stroetinga) - 2018 - Champion des Pays-Bas de course aux points - Champion des Pays-Bas de l'américaine (avec Wim Stroetinga) - 2019 - Champion des Pays-Bas de l'américaine (avec Wim Stroetinga) - 3e du championnat des Pays-Bas de l'omnium - 2021 - Champion des Pays-Bas de course aux points - Champion des Pays-Bas de scratch - Champion des Pays-Bas de l'américaine (avec Cees Bol) - Champion des Pays-Bas de course à élimination - 2023 - 2e du championnat des Pays-Bas de l'américaine - 2024 - Champion des Pays-Bas d'omnium - Champion des Pays-Bas de course derrière derny |  |